# Smart Lock
Smart Lock indica un tipo di serratura a funzionamento elettromeccanico che può essere bloccata o sbloccata dai comandi di un dispositivo autorizzato. Questi comandi vengono dati mediante un protocollo di comunicazione wireless e una chiave crittografica.
A differenza delle tradizionali serrature telecomandate, può monitorare tutti gli accessi e può compiere operazioni automaticamente, come l'invio di notifiche riguardo problemi ad altri dispositivi. Vengono considerate generalmente come un aspetto particolare in tema domotica.

## Descrizione

### Funzionamento
Come le normali serrature, le Smart Lock consistono di una serratura e di una chiave. Il meccanismo di chiusura in sé non differisce molto dalle normali serrature a catenaccio o a chiavistello che impediscono l'apertura della porta. Alcuni produttori continuano a utilizzare la stessa serratura. La Smart Lock in questo caso è sostanzialmente un componente aggiuntivo che su richiesta della “Smart Key” ruota la chiave vera e propria e apre la serratura.
Al contrario della serratura, la chiave non è fisica, ma è solo un codice digitale. Questo deve essere trasmesso da un dispositivo autorizzato alla Smart Lock tramite un'interfaccia senza fili affinché possa aprirsi. Da un lato, sono utilizzati come dispositivi smartphone dotati di un'opportuna applicazione. Dall‘altro, la maggior parte delle Smart Lock supportano anche speciali “key fob” (dall’inglese: portachiavi), che trasferiscono il codice corrispondente alla serratura.
Con molte Smart Lock non è neanche necessario che lo smartphone si trovi nelle vicinanze. La trasmissione può avvenire anche via Internet. Così è possibile bloccare la serratura anche trovandosi fuori casa o sbloccarla per far entrare ospiti.
Il codice con il quale il dispositivo apre la Smart Lock è unico, in modo che la Smart Lock possa identificare il dispositivo in maniera univoca. In questo modo è possibile tracciare chi ha usato la serratura e quando. In egual modo è possibile autorizzare alcuni dispositivi solo per un determinato periodo di tempo.

### Sicurezza
Le Smart Lock non cambiano il livello di sicurezza delle serrature di base. Ciò significa che queste non rendono le porte più facili o più difficili da danneggiare o da scassinare. Tuttavia, le Smart Lock presentano alcuni vantaggi in termini di sicurezza. Quasi tutti i modelli attuali possono registrare quando la serratura è stata aperta con quale dispositivo. Inoltre, in caso di smarrimento o furto, la "chiave" (=Smartphone) può essere invalidata, cosa che non è possibile con una chiave meccanica.
Come per quasi tutti i dispositivi di Smart Home, esistono dubbi circa la sicurezza IT e possibili attacchi hacker. Infatti, gli esperti di sicurezza sono stati in grado di eludere la maggior parte degli Smart Lock presenti sul mercato. In un test condotto alla fine del 2016 in America, solo 4 su 16 modelli hanno resistito agli attacchi. Mentre con alcuni modelli economici era possibile addirittura la lettura delle password, per altri modelli era necessaria molta più abilità.
Al contrario, un test condotto dall'indipendente AV Test Computer Security nel 2017 ha confermato che la maggior parte delle serrature intelligenti nell'Europa centrale garantisce un'ottima sicurezza. Sebbene solo il modello austriaco Nuki abbia ottenuto un rating eccellente in tutte le aree testate, secondo l’istituto sussisterebbe, per un totale di 5 dei 6 modelli testati, tutt‘al più solo una vulnerabilità teorica.

## Standard di trasmissione

### Bluetooth
Il vantaggio del Bluetooth come standard di trasmissione per le Smart Lock è il basso consumo energetico, specialmente se si utilizza Bluetooth Low Energy. Poiché nella maggior parte dei casi queste Smart Lock sono alimentate a batteria, il consumo energetico è di grande importanza. Per lo sblocco è necessario che il dispositivo e la Smart Lock facciano pairing (accoppiamento). Ciò è possibile solo con dispositivi autorizzati dall'amministratore. Lo sblocco tramite Bluetooth è possibile solo su brevi distanze, quindi lo sblocco attraverso Internet non è possibile direttamente.

### Z-Wave
Z-Wave è uno standard di trasmissione sviluppato appositamente per la domotica e utilizzato per la comunicazione tra dispositivi diversi. Questo è vantaggioso per sistemi Smart Home più complessi, ma presenta il grande svantaggio che, ad esempio: gli smartphone non possono comunicare direttamente con esso, ma solo attraverso un altro standard con un hub che ritrasmette i segnali alla serratura via Z-Wave. Poiché i dispositivi Z-Wave trasmettono segnali l'uno all'altro, l'intervallo per il controller può essere significativamente più alto se nella casa sono presenti diversi dispositivi Z-Wave.

### Wi-Fi
Le Smart Lock collegate direttamente a un router Wi-Fi non sono molto comuni. Tuttavia, per garantire che le Smart Lock possano funzionare anche al di fuori della portata di Bluetooth o Z-Wave, vengono utilizzati hub che collegano la Smart Lock alla rete Wi-Fi e successivamente a Internet. Oltre al funzionamento tramite Internet, un altro vantaggio è che le Smart Lock che supportano il Wi-Fi possono essere gestite anche tramite assistenti virtuali come Google Home, Amazon Echo o Siri.

### NFC
Attualmente (a tutto il 2017) sono in fase di sviluppo, ma non ancora diffuse sul mercato, Smart Lock che utilizzano la trasmissione NFC. Il vantaggio è che le Smart Lock non richiedono più alcuna alimentazione, ma utilizzano solo l'energia d'induzione dello smartphone. In questo caso, lo smartphone esegue la scansione dell'etichetta RFID incorporata alla Smart Lock. In questo modo la Smart Lock NFC funziona all’opposto rispetto alle altre varianti, in cui non è lo Smartphone ma la serratura a fungere da lettore.